# بهرکان
بهرکان، روستایی در دهستان پارامون بخش گافر و پارامون شهرستان بشاگرد در استان هرمزگان ایران است.

## جمعیت
بر پایه سرشماری عمومی نفوس و مسکن در سال ۱۳۹۵، جمعیت این روستا برابر با ۳۲ نفر (۱۱ خانوار) بوده‌است.